# Habla, pueblo, habla
Habla, pueblo, habla es una canción del grupo musical Vino Tinto, que fue utilizada para alentar a la ciudadanía a participar en el referéndum para la reforma política de 1976 impulsado por Adolfo Suárez, en el que sería el primer proceso democrático de sufragio universal tras la muerte del dictador Francisco Franco.
De hecho, el partido político Unión de Centro Democrático adquirió los derechos sobre la letra y la canción, cuyos derechos de grabación de sonidos fueron reservados por la compañía discográfica Fonomusic S.A.,  posteriormente  adquirida por Warner Music Spain, S.L.
La canción comienza con un bajo y la voz del solista, posteriormente se une un coro de voces y la orquesta.
- Letra:

Si tienes unos ojos para ver

El camino que has de andar,
Si un  corazón que te mueve,
Unas manos que trabajan
Y un ansia de libertad.
Y si tienes aliento para hablar,
Dime, pueblo, ¿quién te obliga?
¿Quién puede obligarte a callar?

Habla, pueblo, habla.
Tuyo es el mañana.
Habla y no permitas que roben tu palabra.
Habla, pueblo, habla.
Habla sin temor.
No dejes que nadie apague tu voz.
(Habla, pueblo, habla.)

Habla, pueblo, habla.
Este es el momento.
No escuches a quien diga,
Que guardes silencio.
Habla, pueblo, habla.
Habla, pueblo, sí.
No dejes que nadie, decida por ti.
Habla, pueblo, habla.

Si tienes el deseo de borrar,
Las huellas del rencor.
Si quieres afirmar tu voluntad,
Decidiendo tu destino,
Con la fuerza de tu voz.
Y si tienes aliento para hablar,
Dime pueblo, ¿quién te obliga?
¿Quién puede obligarte a callar?

Habla, pueblo, habla.
Tuyo es el mañana.
Habla y no permitas que roben tu palabra.
Habla, pueblo, habla.
Habla sin temor, no dejes que nadie apague tu voz.
(Habla, pueblo, habla.)

Habla, pueblo, habla.
Este es el momento.
No escuches a quien diga,
Que guardes silencio.
Habla, pueblo, habla.
Habla, pueblo, sí.
No dejes que nadie decida por ti.

Habla, pueblo, habla.

De este modo, mediante esta canción, se pretende dar a conocer a la ciudadanía la importancia de su voto, de participar en los primeros procesos democráticos de la Transición y despertar en el oyente un sentimiento de esperanza y de ilusión por un futuro que a partir de entonces podrían empezar a escribir ellos mismos, pero para ello debían votar afirmativamente en el referéndum que aprobaría el Proyecto de Ley para la Reforma Política. El propio Adolfo Suárez declaró "el futuro del pueblo no está escrito, sólo el pueblo puede escribirlo". El referéndum se celebraría el 15 de diciembre de 1976, con 94,17 % de votos a favor, dando lugar a la Ley 1/1977, de 4 de enero, para la Reforma Política.
Posteriormente ha sido utilizado por ciertos sectores del independentismo catalán. Así, Carles Campuzano, que fue diputado del CDC y del PDeCAT, publicó un artículo en el periódico El siglo de Europa n.º 1209, titulado "Habla, pueblo, habla" relacionando el acontecimiento histórico de la transición con el proceso del referéndum de independencia catalán de 2017.